# Myelobia squamata
Myelobia squamata là một loài bướm đêm trong họ Crambidae.